# 蔡永淳
蔡永淳（英語：Cai Yong-Chun，2000年8月8日—），台灣女歌手。

## 經歷

### 早期生涯
- 新北市立崇林國中畢業
- 南崁高中音樂班畢業（主修聲樂）[註 1]
- 國立台北教育大學音樂系聲樂組

### 個人歌唱生涯
- 2019年，連續通過迪士尼電影配唱試聲甄選，演唱迪士尼電影《阿拉丁》台灣中文版茉莉公主[註 2]、《獅子王》台灣中文版娜娜[註 3]、《冰雪奇緣2》台灣中文版艾莎三個角色。
- 演唱《冰雪奇緣2》台灣中文版主題曲「Into the Unknown」[7][8][註 4]。

## 參與作品
| 電影               | 角色                    | 備註       |
| ------------------ | ----------------------- | ---------- |
| 可可夜總會         | 其他雜角                |            |
| 阿拉丁             | 茉莉（配唱）            | 真人版     |
| 獅子王             | 娜娜（配唱）            | 實體動畫版 |
| 冰雪奇緣2          | 艾莎（配唱）            | 接替林芯儀 |
| 睡美人             | 奧蘿拉（配唱）          | 重錄版     |
| 冰雪奇緣：驚喜連連 | 艾莎（配唱）            |            |
| 木偶奇遇記         | 菲比亞那/莎賓娜（配唱） | 真人版     |
| 星願               | 艾霞（配唱）            |            |